# Panko (Paniermehl)

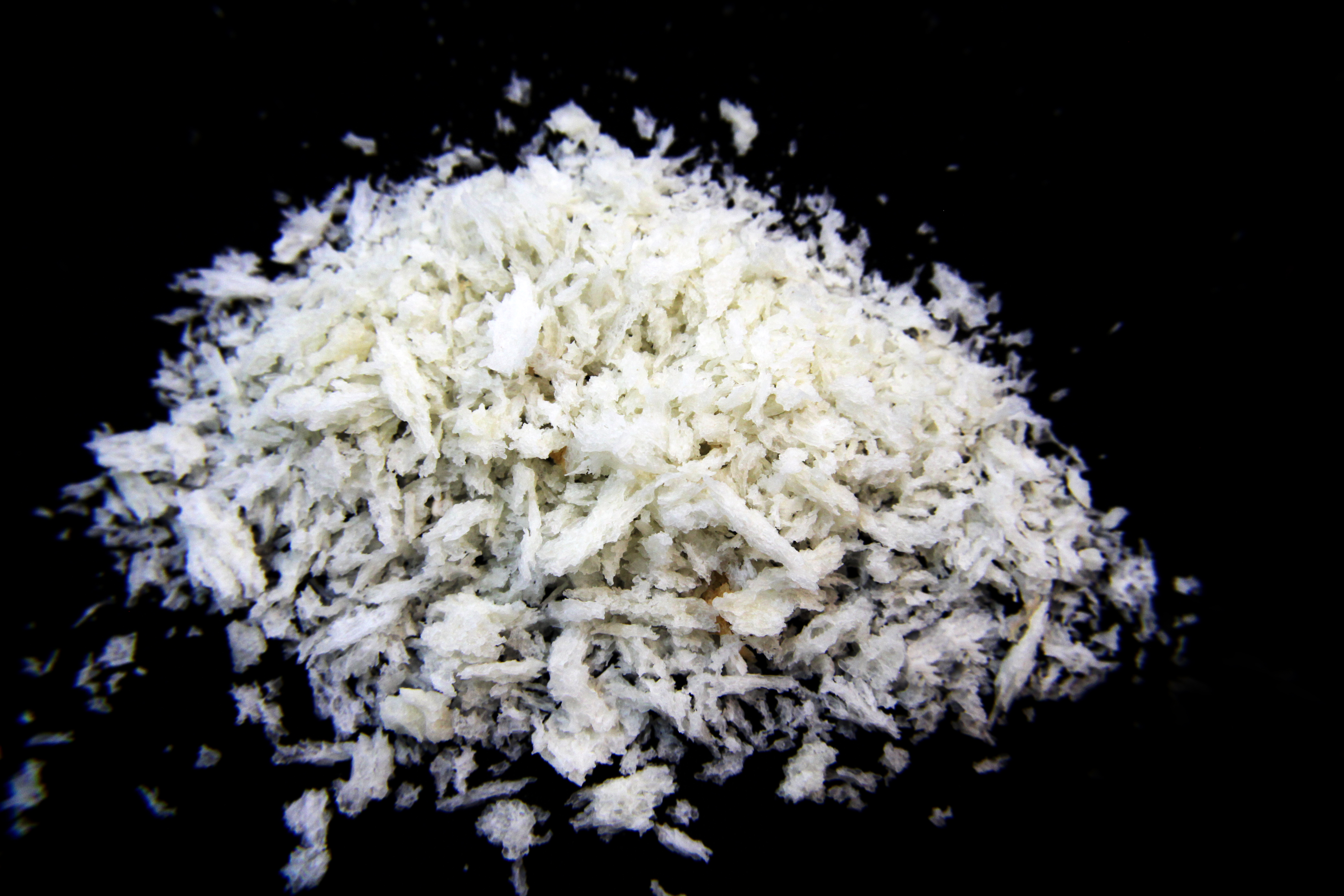
Paniermehl Panko – ungewürzt

Panko (japanisch パン粉 ‚Brotmehl‘) ist ein aus der japanischen Küche stammendes Paniermehl aus Brotkrumen.
Panko hat seinen Ursprung in Japan um 1970. Es wird aus einer Art Weißbrot ohne Kruste hergestellt und ist deshalb heller als die meisten Panierungen der westlichen Küche. Die einzelnen Krümel sind länglich, porös und sorgen beim Frittieren oder Braten für eine zarte und knusprige Textur. Es eignet sich zum Panieren von Fisch, Meeresfrüchten (besonders Garnelen), Gemüse, Hühner-, Rind- und Schweinefleisch. In der Küche Japans werden frittierte Gerichte allgemein agemono (揚げ物 ‚Frittiertes‘) genannt.
Klassische frittierte Gerichte, in denen Panko verwendet wird, sind beispielsweise Ebi-Furai („frittierte Garnelen“), Kushikatsu (Frittiertes am Spieß), Katsu (Schnitzelgerichte, insbesondere Tonkatsu, japanische Schweineschnitzel) oder Korokke (japanische Kroketten).
In Japan wird das Brot für Panko zum Großteil nicht klassisch im Ofen gebacken, sondern direkt mit elektrischem Strom erhitzt. Dabei wird Hefeteig in einen Behälter zwischen zwei Elektroden gegeben. Durch den Stromfluss wird der Teig erhitzt und ohne Bildung einer Kruste und Bräunung in weniger als 10 Minuten gegart. Da der Teig im Garbehälter eingeschlossen ist, ergibt sich die gewünschte Konsistenz der Krume. Diese Methode senkt die Produktionskosten durch den niedrigeren Energiebedarf und einen einfacheren Anlagenaufbau. Eine andere Methode ist das Backen in einem speziellen Mikrowellenherd. Nach dieser speziellen Art des Backens wird das erhaltene Gebäck zerkleinert, getrocknet und nach Partikelgröße sortiert. Neben weißem Panko ist auch eingefärbtes (etwa mit Paprikapulver oder Annatto) erhältlich.
Aufgrund der flockigeren, gröberen Struktur der Panko-Krümel wird im Vergleich zum feineren Paniermehl in der westlichen Küche weniger Öl aufgesogen. Die Oberfläche zur Aufnahme des Frittieröls beim Panko-Krümel ist dadurch geringer und die Gerichte sind tendenziell knuspriger. Nachteilig ist, dass die panko-panierten Stücke schneller anbrennen; daher muss hier stärker auf die Frittiertemperatur geachtet werden. Die gröbere Struktur der Panko-Krümel führt auch zu einer schlechteren Haftung und ungleichmäßigen Verteilung.
Typischerweise werden panko-frittierte Gerichte durch eine dickflüssige Tonkatsu-Sauce oder eine dünnflüssige japanische Worcestershiresauce ergänzt.

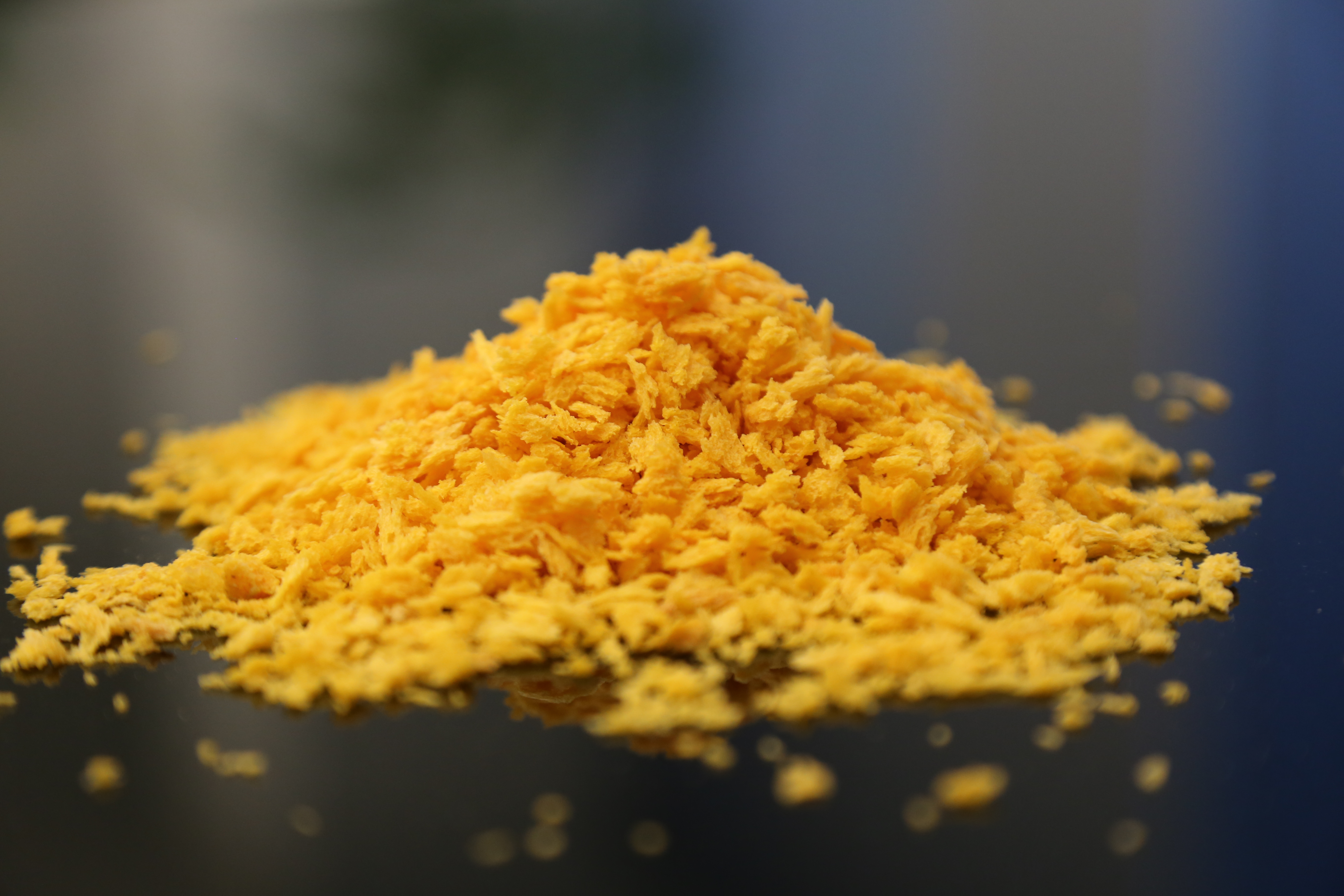
Paniermehl Panko mit Paprikageschmack
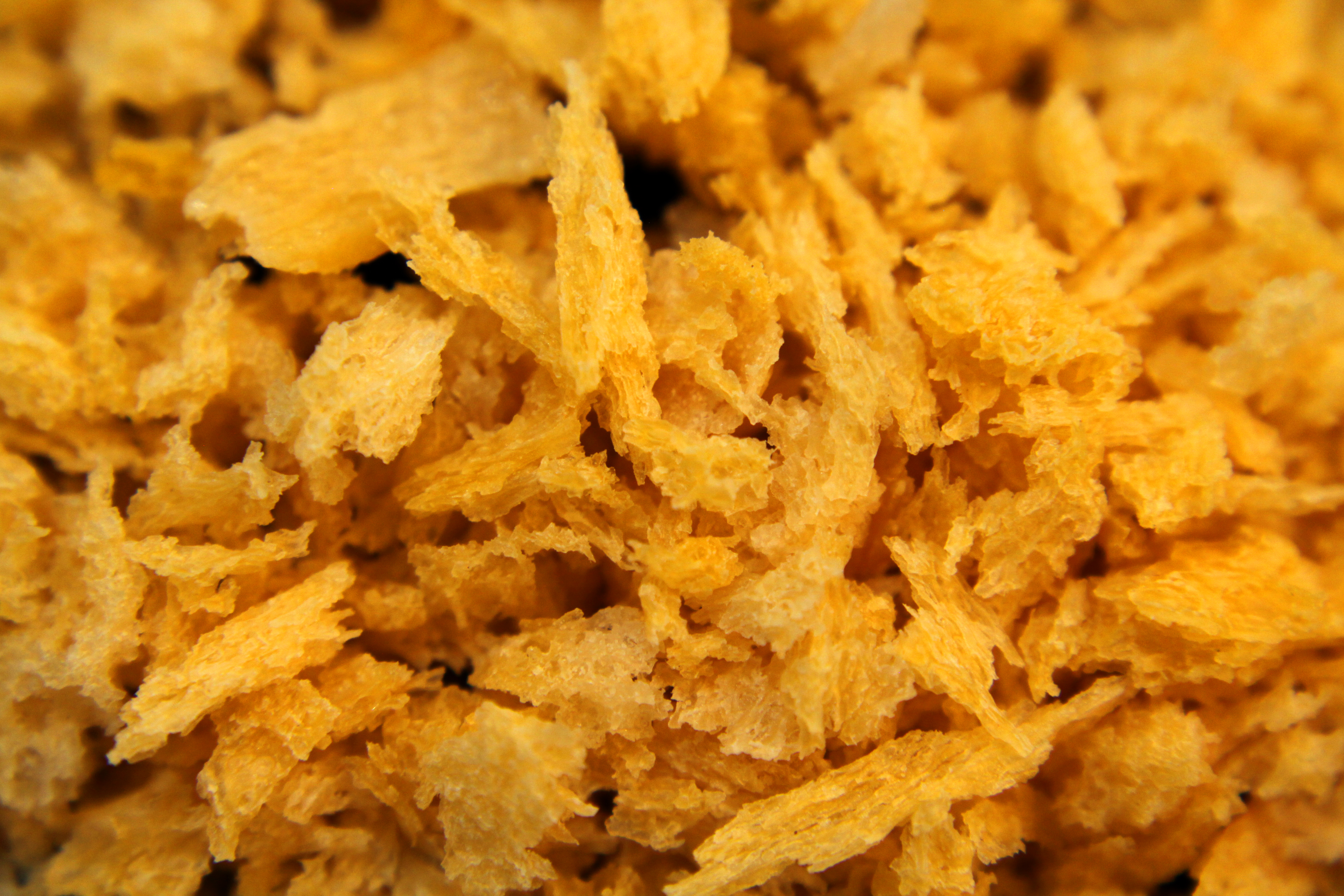
Paniermehl Panko – vergrößert
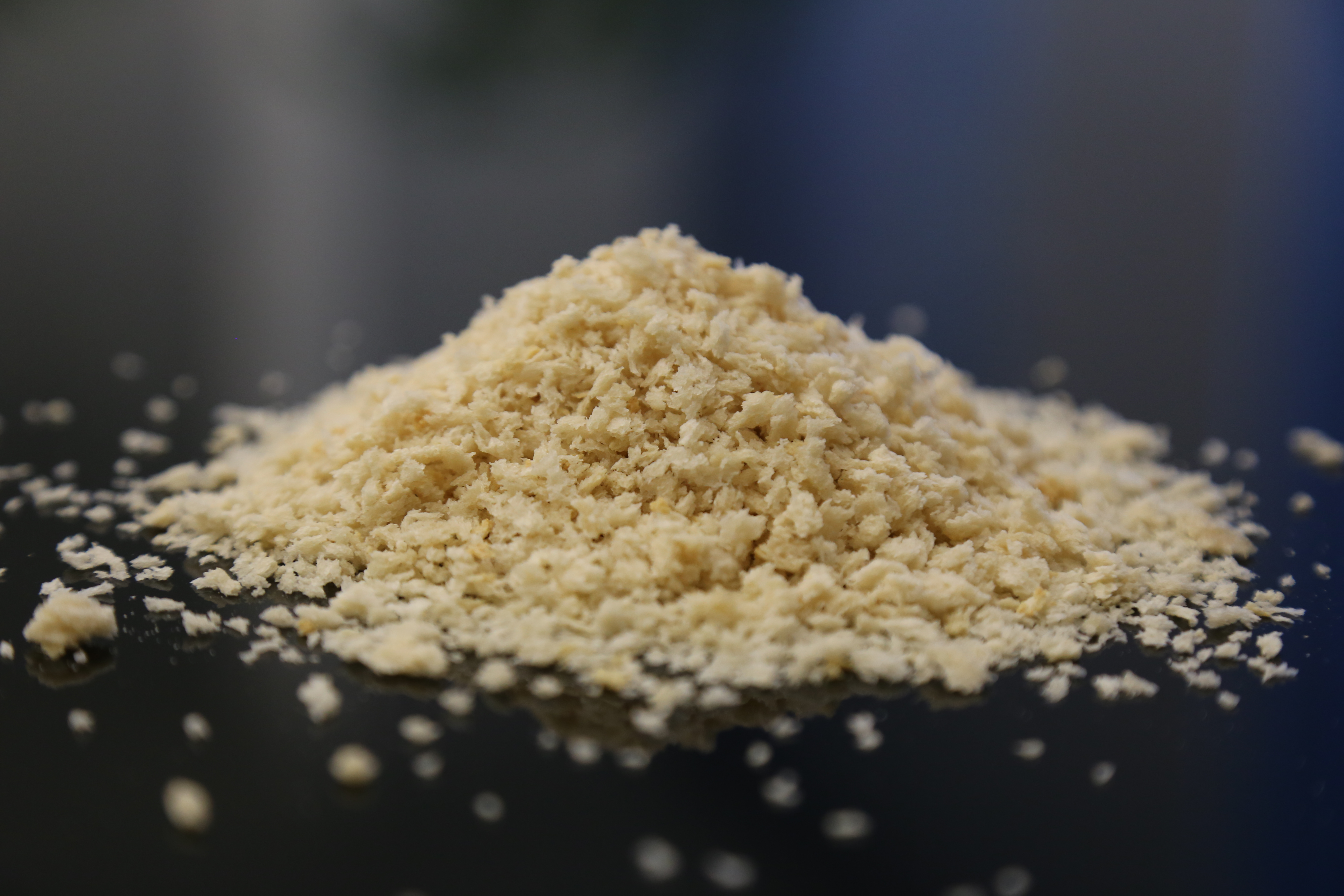
Paniermehl Panko mit scharfem Geschmack
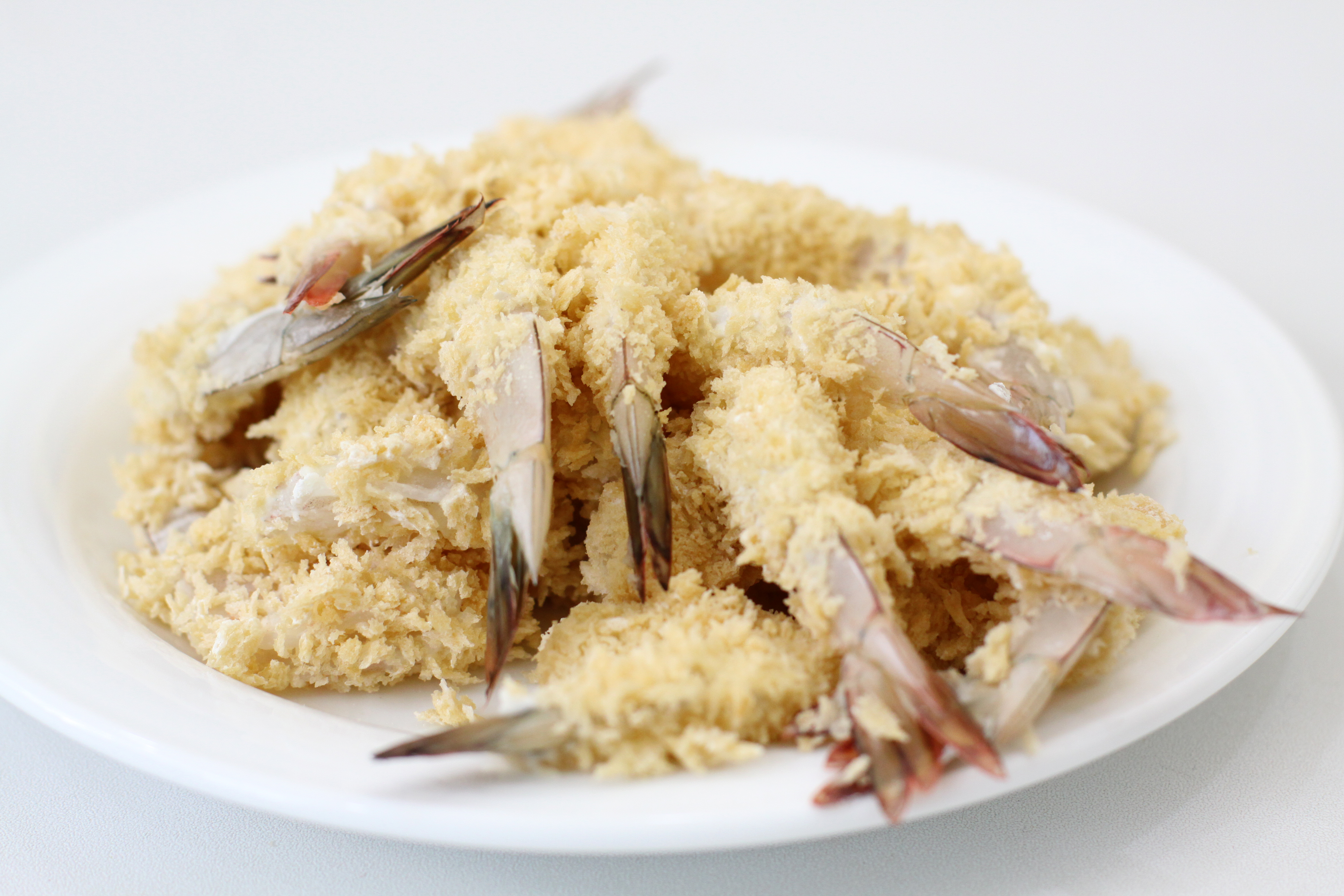
Garnelen in Panko-Paniermehl gehüllt
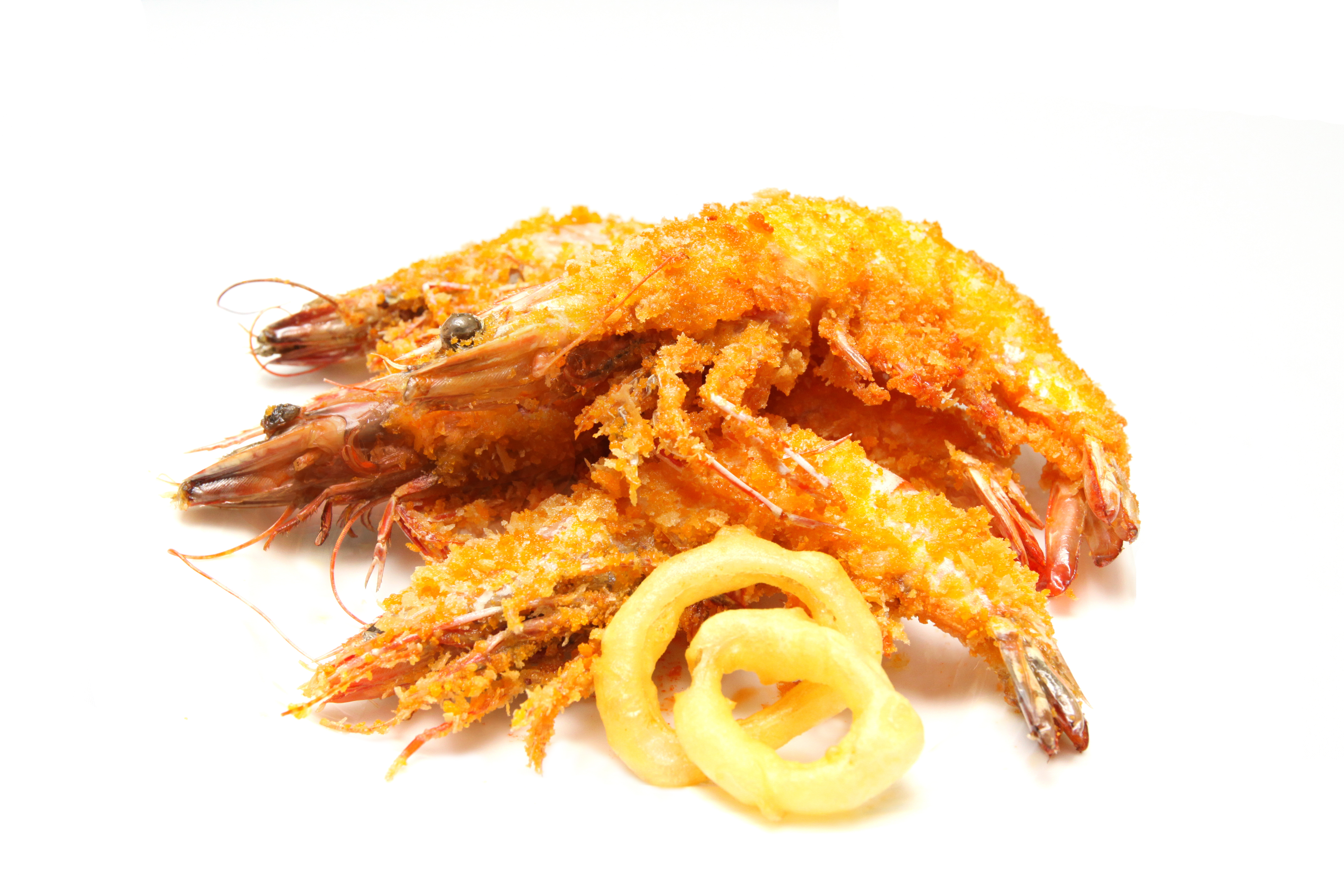
Mit Panko panierte Garnelen